# Manudschan (Verwaltungsbezirk)
Manudschan (persisch شهرستان منوجان) ist ein Schahrestan in der Provinz Kerman im Iran. Er enthält die Stadt Manudschan, welche die Hauptstadt des Verwaltungsbezirks ist. Die Einwohner von Manudschan sind Belutschen und Belutschisch ist die vorherrschende Sprache.

## Demografie
Bei der Volkszählung 2016 betrug die Einwohnerzahl des Schahrestan 65.705. Die Alphabetisierung lag bei 81 Prozent der Bevölkerung. Knapp 32 Prozent der Bevölkerung lebten in urbanen Regionen.
| Zensusjahr | Einwohnerzahl |
| ---------- | ------------- |
| 2011       | 64.528        |
| 2016       | 65.705        |